# Северная Канада

Северная Канада, в состав которой входят (с запада на восток) Юкон, Северо-западные территории и Нунавут.

Северная Канада (англ. Northern Canada) или Север (англ. the North) — обширный и самый северный регион Канады. С политической точки зрения, термин относится к трём территориям Канады: Юкону, Северо-западным территориям и Нунавуту. Также термином Крайний север может называться канадская Арктика: часть канадского севера за полярным кругом.

## Территория

Северная Канада (слева) на карте арктического региона.

В 1925 году Канада заявила о своих правах на территорию Арктики между 60°W and 141°W долготы, и к северу до Северного полюса: все острова в этом районе являются территорией Канады и её территориальными водами. Признание территориальных притязаний осложняется разногласиями в законодательствах. Канада и СССР/Россия издавна разделили Арктику по секторам к Северному полюсу. Соединённые Штаты Америки не признают деления на секторы и никогда не претендовали на территорию арктического архипелага Аляски. Заявления, что морское дно является продолжением континентального шельфа страны используются для поддержки территориальных притязаний; например, Дания/Гренландия претендуют на территории к Северному полюсу, некоторые из которых оспариваются Канадой. Иностранным судам, военным и гражданским предоставляется право мирного прохода через территориальные воды прибрежного государства согласно Конвенции ООН по закону на море. Однако, право мирного прохода не разрешается во внутренних водах, которыми являются закрытые водоемы или прибрежные воды с вереницами островов. Разногласия по поводу секторного разделения или продления территории до Северного полюса и определение внутренних вод в Арктике определяют разногласия по территориальным спорам в Арктике. Эти требования признаются почти всеми странами, в том числе и Соединёнными Штатами Америки; Дания, Россия и Норвегия заявляют аналогичные права на арктические территории, что встречает сопротивление со стороны Европейского союза и США.
Это особенно важно в ситуации с Северо-западным проходом. Правительство Канады утверждает, что проход входит в канадские внутренние воды потому, что он находится всего лишь в 20 километрах от островов Канадского арктического архипелага; США заявляют, что это международные воды. В настоящее время лед и низкие температуры делают этот вопрос не важным, но глобальное потепление может сделать проход пригодным для судоходства и негативно повлияет на экологическое состояние этого района, что беспокоит правительство Канады.
Точно такие же споры (с Данией) ведутся по поводу острова Ганса, в проливе Нареса к западу от Гренландии, что может угрожать суверенности Канады в Арктике.

## География

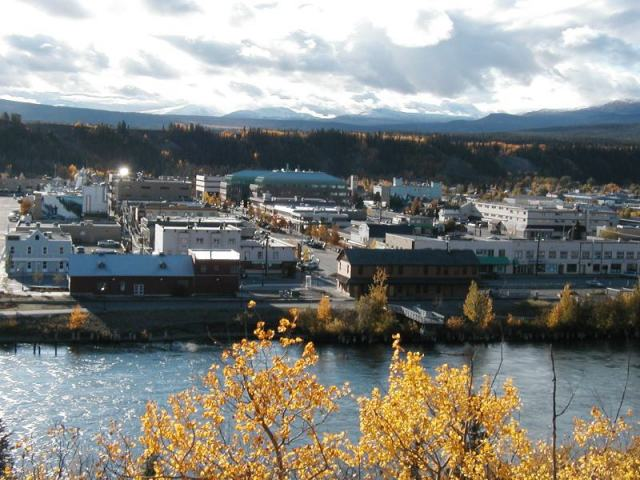
Вид на центр города Уайтхорс с западного берега реки Юкон

В то время, как большая часть Арктики — это территория вечной мерзлоты и тундры, она окружена разными геологическими районами: Иннуитскими горами, связанными с системой гор Арктических Кордильер, геологически отличающихся от арктических районов (в основном, состоящих из низменностей). Арктическая низменность и низменность Гудзонова залива включают в себя основную часть географического региона, часто рассматриваемого как часть Канадского щита (in contrast to the sole geological area). Почва, в основном, состоит из вечной мерзлоты, что делает строительство трудным и часто опасным занятием, сельское хозяйство практически невозможно.
Арктический водораздел отводит воду с северных районов Манитобы, Альберты, Британской Колумбии, с большей части Северо-западных территорий и Нунавута, aа также с некоторых районов Юкона в Северный ледовитый океан, в том числе в Море Бофорта и Море Баффина. Кроме реки Маккензи, самой длинной реки в Канаде, этот водораздел почти не использовался для гидроэнергетики. Ключевыми объектами водораздела являются реки Пис-Ривер и Атабаска, а также Большое Медвежье и Большое Невольничье (два самых больших озера в Канаде). Каждое из этих озер соединяется с рекой Маккензи, таким образом собирающей большинство водных стоков Арктического водораздела.

## Демография

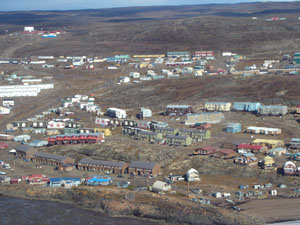
Икалуит — столица и самый населённый город Нунавута

Регион является малонаселённым. По состоянию на 2006 год, численность населения составляет всего лишь 101,310 человек, которые жили на территории, по площади большей, чем Западная Европа. Территория богата запасами полезных ископаемых, но в большинстве случаев их добыча нерентабельна и опасна для окружающей среды. Хотя и процент ВВП на душу населения больше, чем где-либо ещё в Канаде, регион остается относительно бедным, в основном из-за высокой стоимости жизни и цен на товары народного потребления, поэтому регион достаточно сильно субсидируется Правительством Канады. Около 51% населения трёх территории составляют индейцы, инуиты, первые нации или метисы. Инуиты являются самой большой группой коренных народностей в Северной Канаде, 59% всех канадских инуитов живут здесь, причем на территории Нунавута их доля составляет 50%. В регионе также проживают несколько групп индейцев, в основном это представители народности Chipewyan. На каждой из трёх территории проживает больше представителей коренных народностей, чем где-либо ещё в Канаде. Здесь также много более поздних иммигрантов из разных концов света; из всех территории, в Юконе проживает наибольший процент не связанных исторически со страной жителей.

## Современное состояние

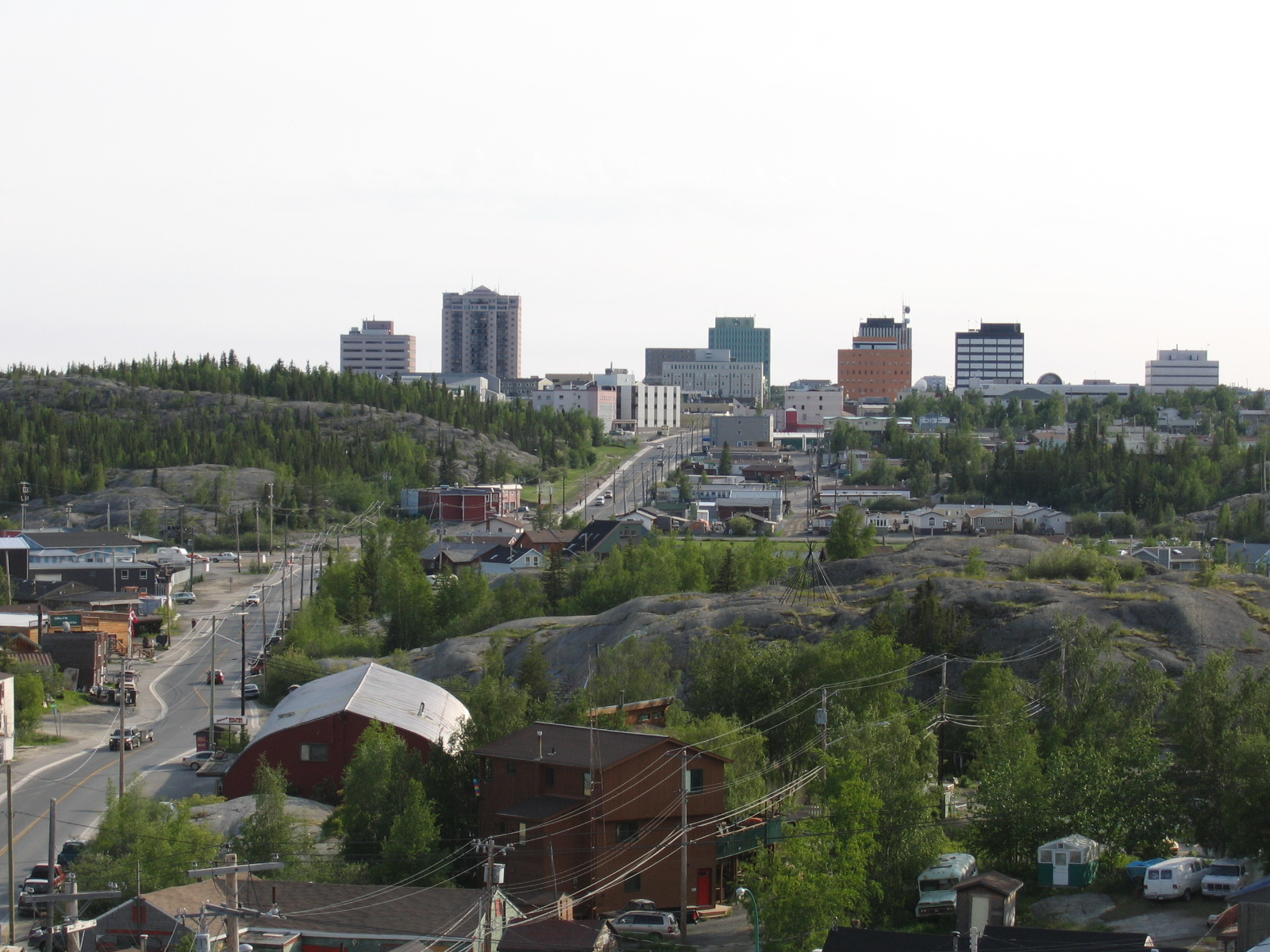
Панорама города Йеллоунайф. Северные районы страны недавно переживали экономический подъём, вызванный открытием залежей полезных ископаемых, что иногда приводило к росту населения в городах.

На протяжении сотен лет эта территория считалась самым большим 'диким' районом мира. Однако, за последние 20 лет (а особенно за пять последних) этот район переживает экономический бум наряду с другими канадскими провинциями. В некоторых городах наблюдается небольшой рост населения, чего не было на протяжении нескольких десятилетий. Йеллоунайф стал центром алмазной промышленности Канады (страна заняла третье место в мире по производству алмазов). В городе появилось ещё одно новое для севера явление — городской силуэт и небоскребы.
Также в результате «алмазного бума» средний доход на душу населения составляет 95 000 долларов.
По итогам переписи населения Канады за 2006 год, на трёх территориях впервые в канадской истории проживало чуть более 100 000 человек.